# 朴瑞生
朴 瑞生（ぼくずいせい、パク・ソセン、生没年不詳）は李朝の官僚。字は汝祥。号は栗亭。本貫は慶尚道比安。

## 人物
1401年に科挙に及第し、集賢殿副督学、安東大都護府使、兵曹参議、成均館大司成、司憲府大司憲などを歴任した。1428年朝鮮通信使の正使として来日し、翌年に室町幕府6代将軍足利義教に謁見して帰国した。

## 日本での見聞
倭寇の動向、海路の安全性、琉球国使節の来訪、農業における水車の利用と灌漑における有用性、仏教の保護と寺院による旅客用宿泊施設の整備、広範な銭の流通、商店における陳列台の設置、竹材の日常的な利用、風呂による沐浴習慣、サツマイモの効用、金銀銅鉄採掘の専業従事者の採用など、当時の日本の生活や社会情勢を詳述した復命書を提出した。